# Henry Baerer
Henry Baerer nacido en 1837 y fallecido en 1908, fue un escultor estadounidense de origen alemán.
Es el autor del monumento a Beethoven en Central Park. El mismo busto de 1894 de Beethoven en bronce, se encuentra instalado en el Prospect Park , esta vez sin la figura alegórica de la base.

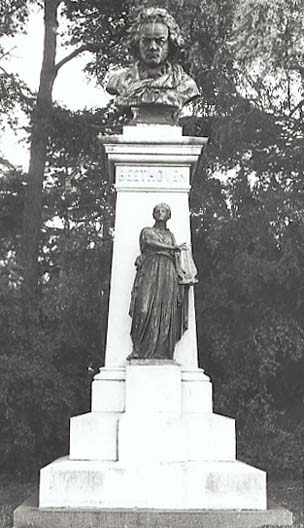
monumento a Beethoven
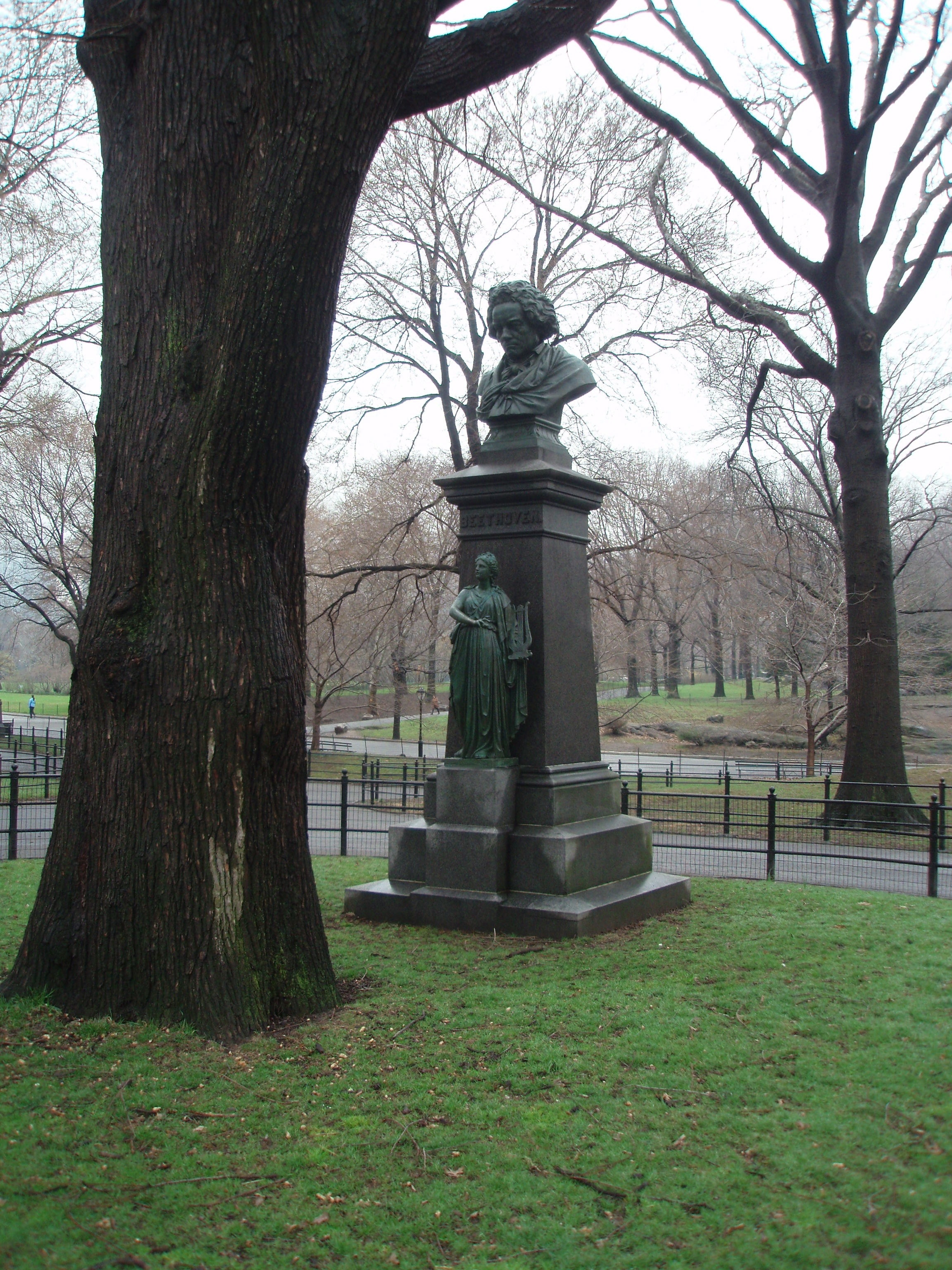
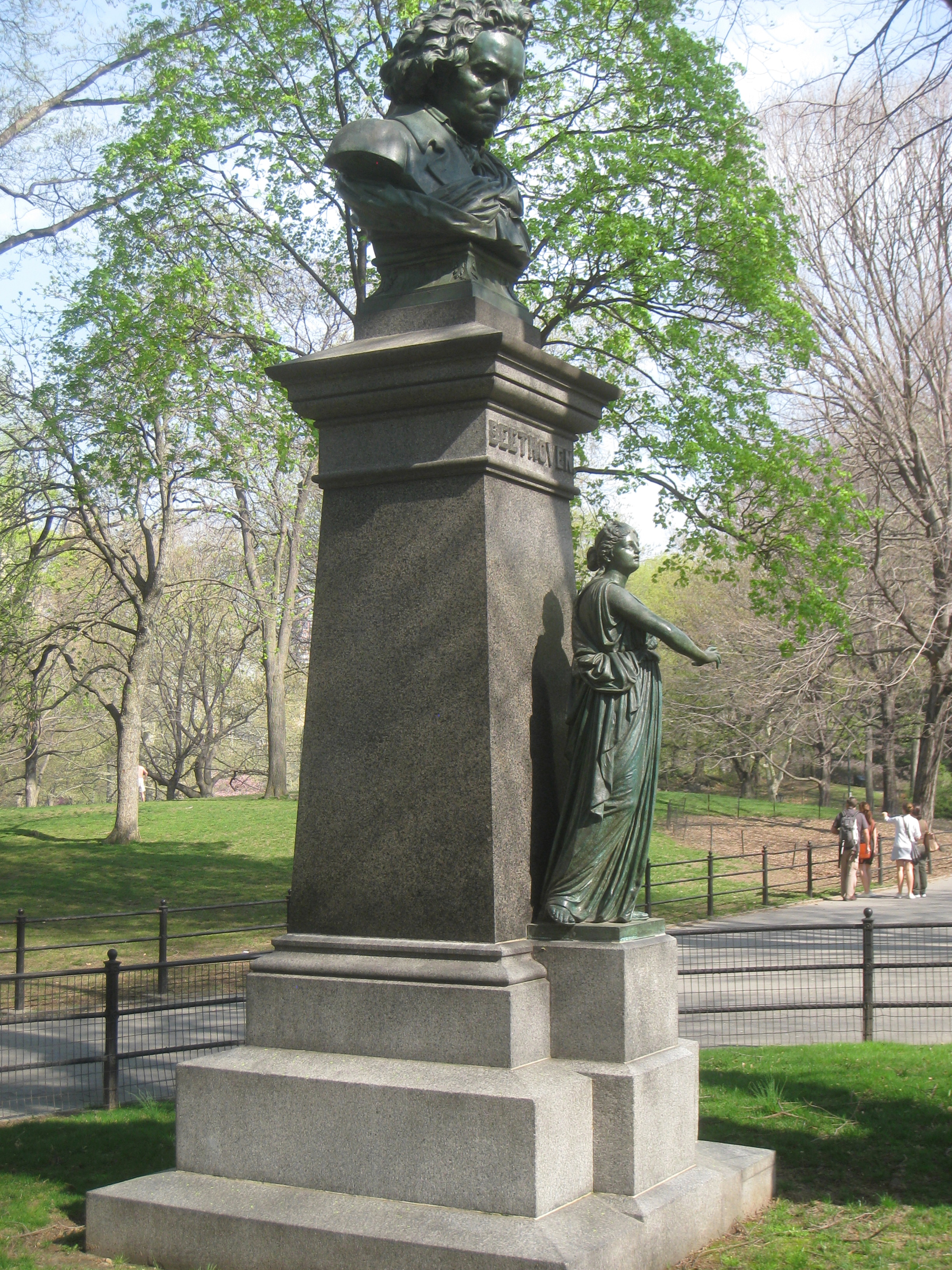

 Pulsar sobre la imagen para ampliar. 
Es autor de las esculturas doradas que adornan la fachada del  Puck Building (en:) en Manhattan, Nueva York.

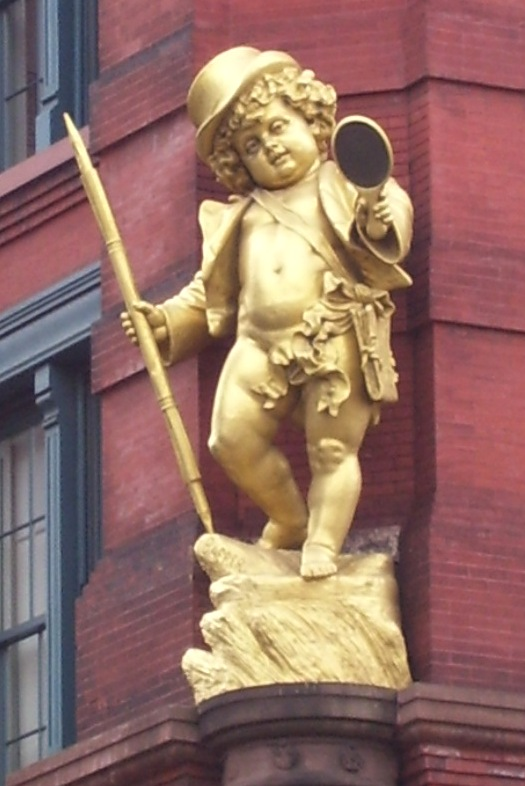
Estatuilla de la esquina
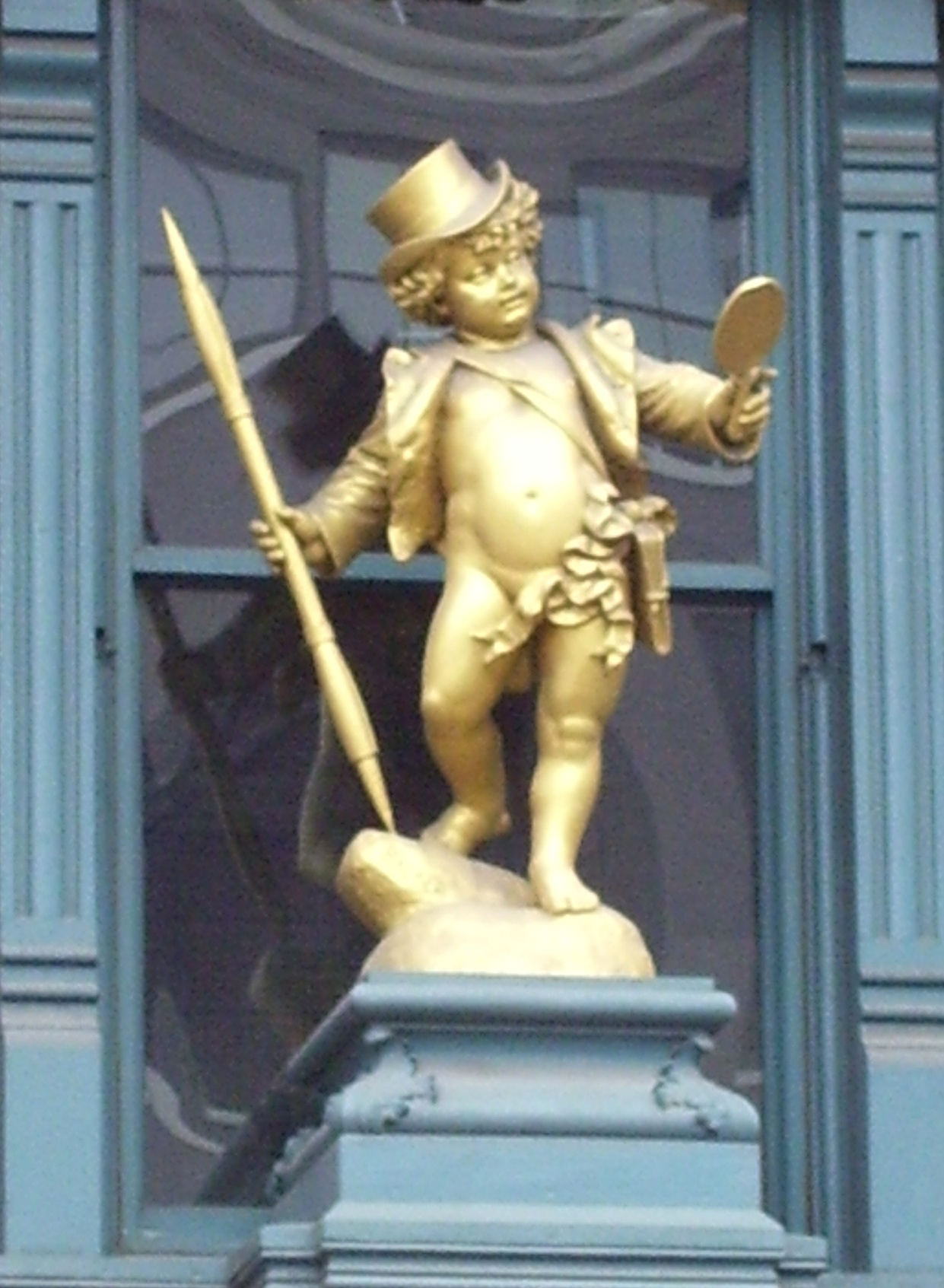
Estatua de la puerta principal
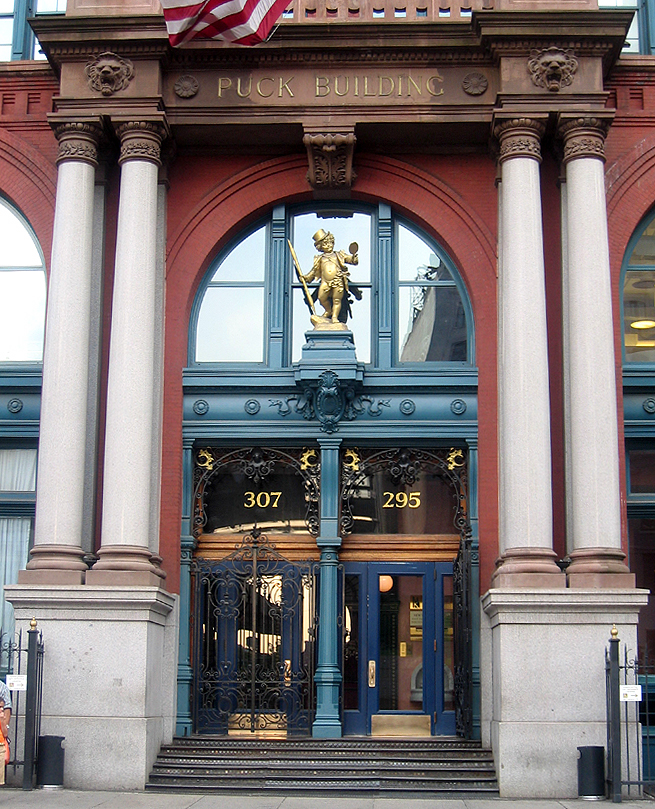
La puerta preincipal
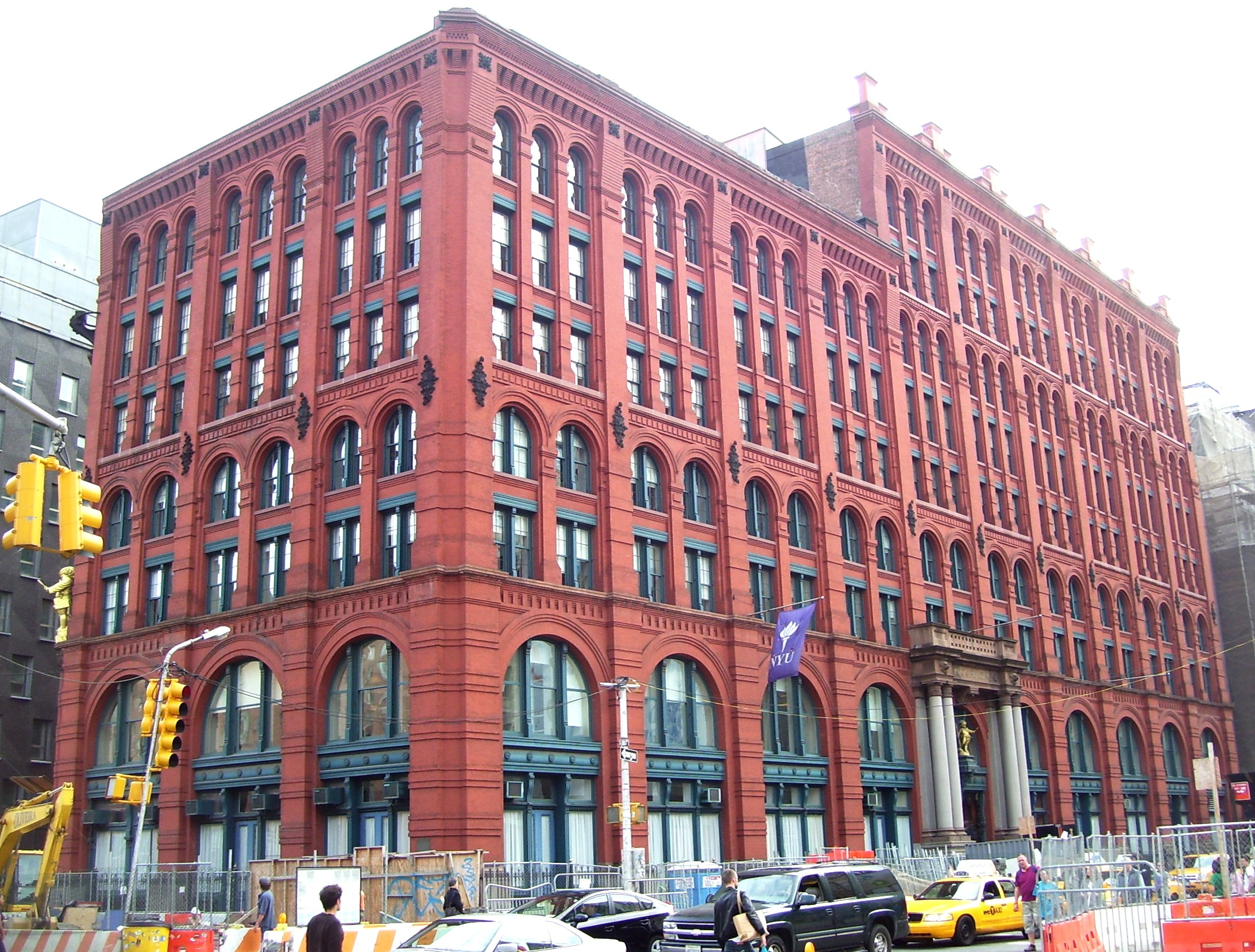
Aspecto general del Puck Building

 Pulsar sobre la imagen para ampliar. 

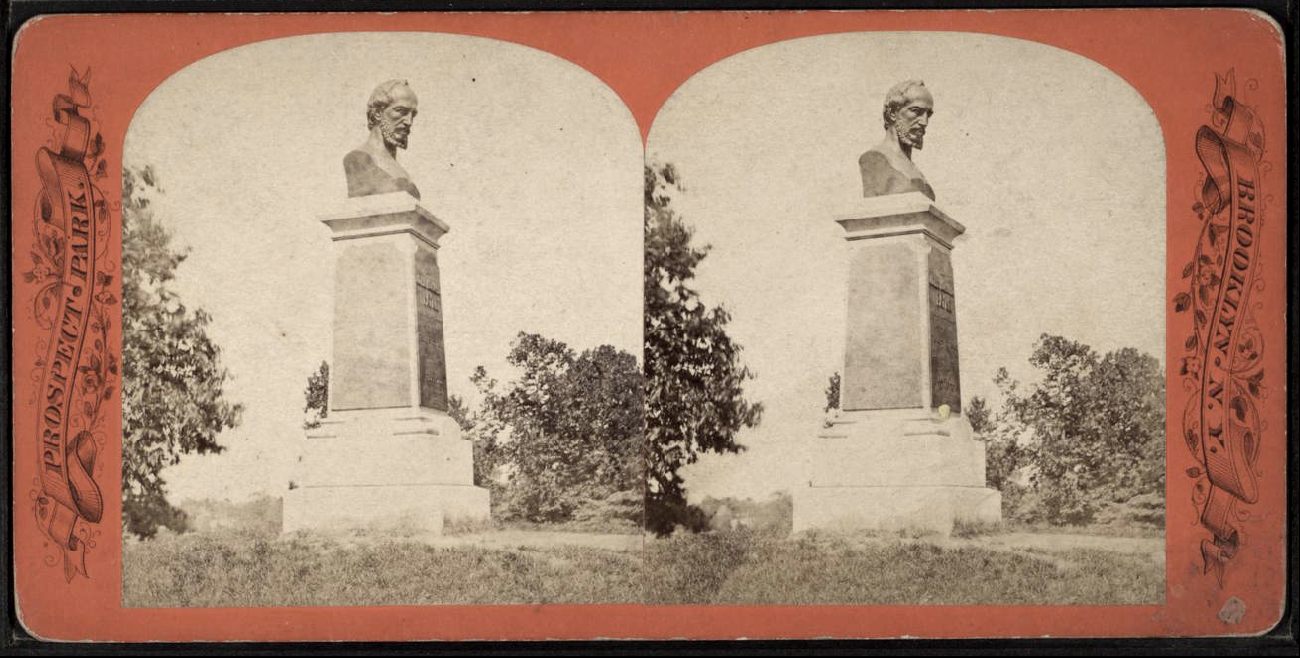
Estereoscopía del Memorial John Howard Payne en Prospect Park

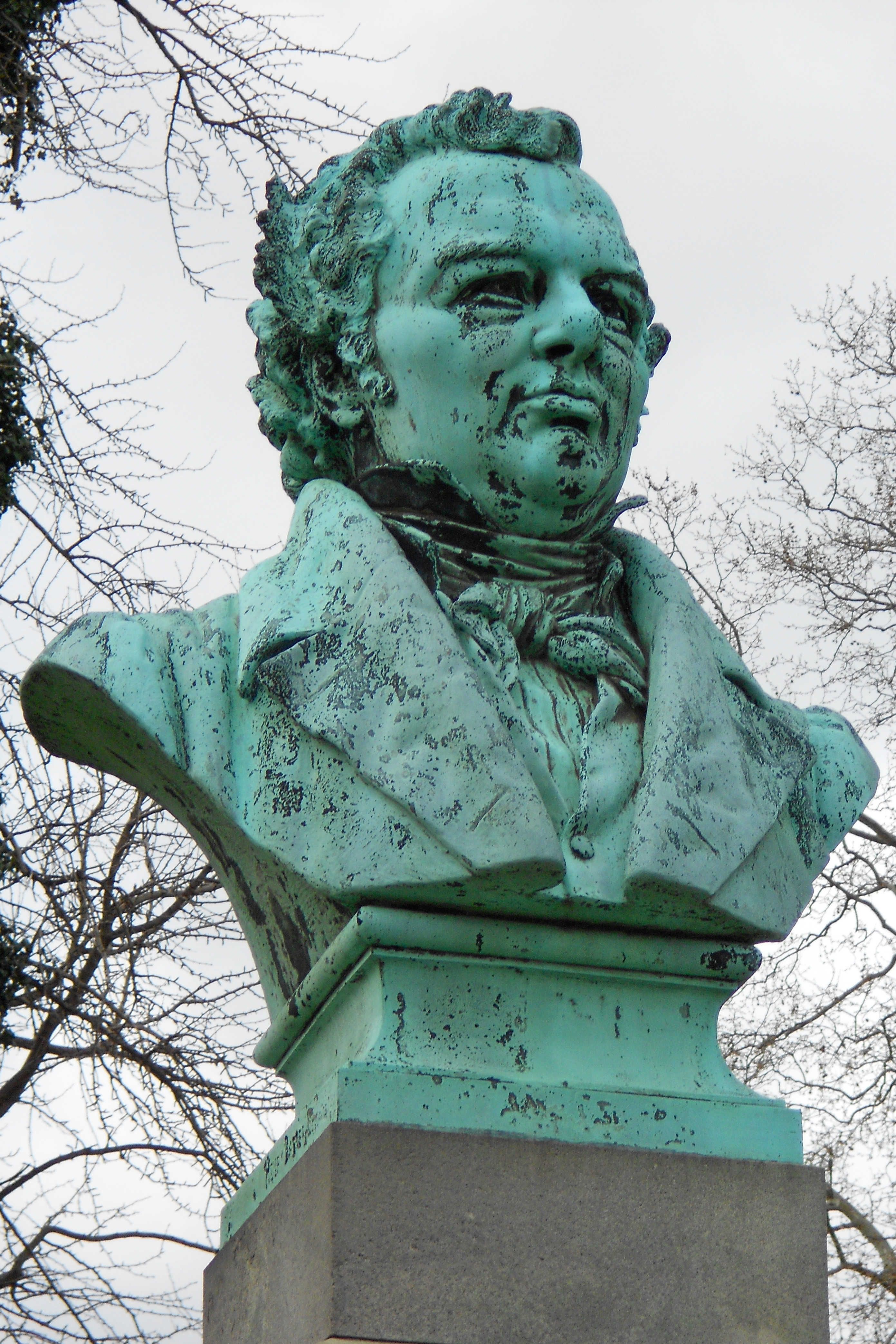
Memorial a Schubert

El busto del memorial a John Howard Payne del Prospect Park es también obra suya.
En Filadelfia es autor del busto de Schubert en el Fairmount Park.